# Andriëtte Norman
Andriëtte Norman, oftast känd som enbart Andriëtte, född 17 oktober 1987, är en sydafrikansk, afrikaansspråkig sångerska. Hon slog igenom i sydafrikanska Idol 2007, där hon kom tvåa. Hon skivdebuterade 2008 med Diamant. En av hennes största hits är Sewe Oseane, skriven av Rudi Claase.[källa behövs]

## Diskografi
- Diamant (2008)
- Dink Aan My (2009)
- Vat My Hoër (2011)
- Wat Rym Met Liefde (2013)
- Pêrel vir 'n Kroon (2015)
- Hartsland (2020)